# Lisa Rolf
Anna Lisa Rolf, född 1 december 1886 i Stockholm, död 26 januari 1932 i Stockholm, var en svensk bibliotekarie. Hon var Lunds första stadsbibliotekarie och hon lade grunden till Lunds moderna biblioteksväsen.

## Biografi
Lisa Rolf föddes som andra barnet i en välbärgad Stockholmsfamilj. Hennes föräldrar var den kände arkitekten Ludvig Peterson och dennes hustru Anna Möller, som var byggmästardotter. Att de tre barnen – Lisa Rolf, den äldre brodern Bruno och den yngre systern Carina – kom att få ett annat efternamn sägs ha berott på att fadern ansåg Peterson för vanligt och därför gav barnen sonens andranamn till efternamn. Familjen hade såväl ekonomiska resurser som kulturella intressen och alla tre barnen kom att genomgå högre utbildning, Bruno blev meteorolog och Carina skolkökslärare.

## Studier
Lisa Rolf intresserade sig intensivt för humanistiska ämnen. Efter studentexamen vid Lyceum för flickor valde hon därför bort den naturvetenskapligt präglade Stockholms högskola till förmån för Uppsala universitet, där hon skulle kunna ägna sig åt konsthistoria, religionshistoria och teoretisk filosofi. Tiden i Uppsala kom på många sätt att forma resten av hennes liv. Hon tillhörde inte den första generationen av kvinnliga studenter, men när hon skrevs in i Stockholms nation 1906 var de kvinnliga studenterna fortfarande försvinnande få. De behandlades ofta som kuriositeter eller rena avarter, och hade varken tillträde till universitetstjänster eller samma curriculum som männen. Lisa Rolfs bestående intryck av tiden var att existera på nåder, att ständigt kämpa men utan att någonsin duga. Det är troligt att detta grundmurade den sargade självkänsla som präglar hennes efterlämnade dagböcker, sina ”domböcker” som hon kallar dem, där hon ständigt ifrågasätter sina egna förmågor.
Samtidigt präglades åren i Uppsala av gemenskapen med andra kvinnliga studenter, i och utanför nationslivet, Uppsala kvinnliga studentförening och studentskornas hockeyklubb. Hennes närmaste vänner kom att bli Ellen Landquist – som hon kallade Murre – samt Greta Beckius och den ett år yngre Emilia Fogelklou, som Lisa Rolf i sina brev kallar Vesle. Emilia Fogelklou beskriver i sin självbiografiska Barhuvad, 1950, trion av moderna studentskor i beundrande ordalag: ”De kämpade under olika aspekter den nya kvinnans kamp, skarpt medvetet, också på det erotiska området. /…/ De bar liksom dubbla bördor.” Lisa Rolf beskrivs som en tänkare och frågare ”av ärligaste slag”, och som ”den enda uppsalakamrat som hyste intresse för Mis [Emilia Fogelklous] filosofiska funderingar.” De dubbla bördorna att som modern kvinna sträva efter såväl intellektuell som erotisk jämlikhet kom emellertid att kräva ett tragiskt offer, då kamraten Greta Beckius begick självmord 1912. Det var troligtvis först efter hennes död som studiekamraterna fick veta att hon under och efter Uppsalaåren haft komplicerade relationer med såväl Ellen Landquists bror John som Lisa Rolfs bror Bruno.
Lisa Rolf drömde om att fortsätta sina studier med en licentiatexamen, men förvärvsarbetade också. Hon skrev enstaka recensioner i Hertha och Tidevarvet och bistod Emilia Fogelklou som bildredaktör för dennas Ur fromhetslivets svenska historia. Men framförallt arbetade hon som lärare i olika perioder vid folkhögskolorna Hvilan, Hampnäs och Jakobsberg. När hon återupptog studierna på allvar var det vid Lunds universitet, där hon studerade vid högre religionshistoriska seminariet och intellektuellt fängslades av Martin P:son Nilssons filologiska arbetsmetoder. Det var troligtvis här som hon utsattes för ett förkrossande plagiat av en manlig studiekamrat, med följd att hon kände sig tvingad att lämna Lund för Uppsala, trots att hon i dagböckerna klandrar sig för denna feghet. År 1922 godkändes hennes licentiatuppsats, Den grekiska väderleksmagien, som endast finns bevarad i familjens privata arkiv. Det skulle dock dröja till 1928 innan hon tog ut licentiatexamen, då vid Stockholms högskola.

## Karriär
Under mellantiden hade Lisa Rolfs yrkesliv tagit en ny riktning. Medan hon sommararbetade på Hvilans folkhögskola hade hon redan 1921 gått en kort kurs i biblioteksskötsel, för bibliotekskonsulent Knut Tynell från Kungl. Skolöverstyrelsen. Hon blev genast entusiastisk över de folkbildande möjligheter som det ännu nystartade folkbiblioteksprojektet såg ut att erbjuda. Under åren 1923–1925 skaffade hon sig praktisk erfarenhet vid Helsingborgs bibliotek och dess filial i Råå. Hennes organisatoriska och pedagogiska talanger tillsammans med hennes lätthet för samarbete ledde till omedelbar befordran. År 1926 återvände hon dock till Stockholm, för att som en av 35 antagna gå den första statliga yrkesutbildningen för bibliotekarier. Kursen var fyra månader lång, från januari till maj, och anordnades av bibliotekskonsulenterna vid Kungl. Skolöverstyrelsen. Efter provtjänstgöring vid Lunds universitetsbibliotek anställdes Lisa Rolf samma år vid Stockholms ännu inte officiellt öppnade stadsbibliotek. Där utsågs hon bland annat till föreståndare för filialbiblioteket i Värtan, som under hennes tjänstgöring framhölls som ett föredöme i Biblioteksbladet med rekordlåneantalet fem lån per invånare.
Redan samma år, 1927, valde hon emellertid att söka sig tillbaka till Lund. Lund hade under 1920-talet haft fyra parallella bibliotekssystem: stadsbiblioteket, de privata studiecirkelsbiblioteken och Lunds Arbetarebibliotek, samt universitetsbiblioteket som inte var öppet för allmänheten. Nu hade stadsfullmäktige beslutat om grundandet av ett modernt folkbibliotek, som skulle placeras i nya lokaler på Kyrkogatan 11 och ledas av en nytillsatt stadsbibliotekarie. Den lön man erbjöd, 3 200 kronor plus dyrtidstillägg, var medvetet otillräcklig för en manlig sökande med de efterfrågade kvalifikationerna: akademisk examen och bibliotekarieutbildning. Akademiskt bildade kvinnor hade däremot inte mycket att välja på, och Lisa Rolf sökte tjänsten. Hon hade de överlägset bästa kvalifikationerna och utsågs av en enhällig biblioteksstyrelse.
Lisa Rolf gick energiskt in för sin uppgift som i praktiken innebar att bygga upp ett nytt stadsbibliotek. Utöver katalogisering och gallring av det slitna och urmodiga beståndet, nyinköp och utveckling av tjänsterna lade hon även grunden till det som idag är Lundasamlingen, med speciallitteratur om Lund och dess historia. År 1929 deltog hon som svensk delegat för Sveriges allmänna biblioteksförening (SAB) i det första stora internationella biblioteksmötet i Rom. Sammankomsten arrangerades av International Federation of Library Associations (IFLA), men blev något av en besvikelse. Under träffen ägnades mer utrymme åt sightseeing i den anrika staden och Mussolinis fascistiska visioner för densamma än åt konkreta biblioteksprogram.

## Sista tiden
Lisa Rolfs gärning som stadsbibliotekarie kom att avbrytas i förtid. Redan våren 1931 drabbades hon av magcancer, och vårdades först på Lunds lasarett, sedan på Sophiahemmet i Stockholm. Trots att hon tvingades sjukskriva sig fortsatte hon att leda bibliotekets utvecklingsarbete brevledes, och korresponderade flitigt med sin vikarie och senare efterträdare, Elsa Gröné. I januari 1932 avled hon i föräldrahemmet i Stockholm. Hon kremerades, och hennes aska vilar tillsammans med föräldrarnas och familjens trotjänarinnas i kolumbariet i kapellet på Norra begravningsplatsen i Solna.
Lisa Rolf gifte sig aldrig. Hon var oerhört uppskattad bland sina kolleger, som hyllade hennes korta men aktiva yrkesgärning i nekrologer i Biblioteksbladet och Tidevarvet. In i det sista höll hon kontakten med sina studiekamrater, bland dem Emilia Fogelklou, som efter hennes bortgång skrev hyllningsdikten ”Till Lisa”.